# Nurhachius
Nurhachius es un género extinto de pterosaurio pterodactiloide istiodactílido de la épocas del Barremiense al Aptiense en el Cretácico Inferior hallado en la formación Jiufotang de Chaoyang, en Liaoning, en China.
El género fue nombrado en 2005 por Wang Xiaolin, Alexander Kellner, Zhou Zhonge y Diogenes de Almeida Campos. La especie tipo es Nurhachius ignaciobritoi. El nombre del género se refiere a Nurhaci, el primer khan de la dinastía Qing, cuya base de poder original incluía a la región donde el fósil fue encontrado. El nombre de la especie honra al difunto paleontólogo brasileño Ignácio Aureliano Machado Brito, quien fue pionero en el estudio de los pterosaurios en su país.

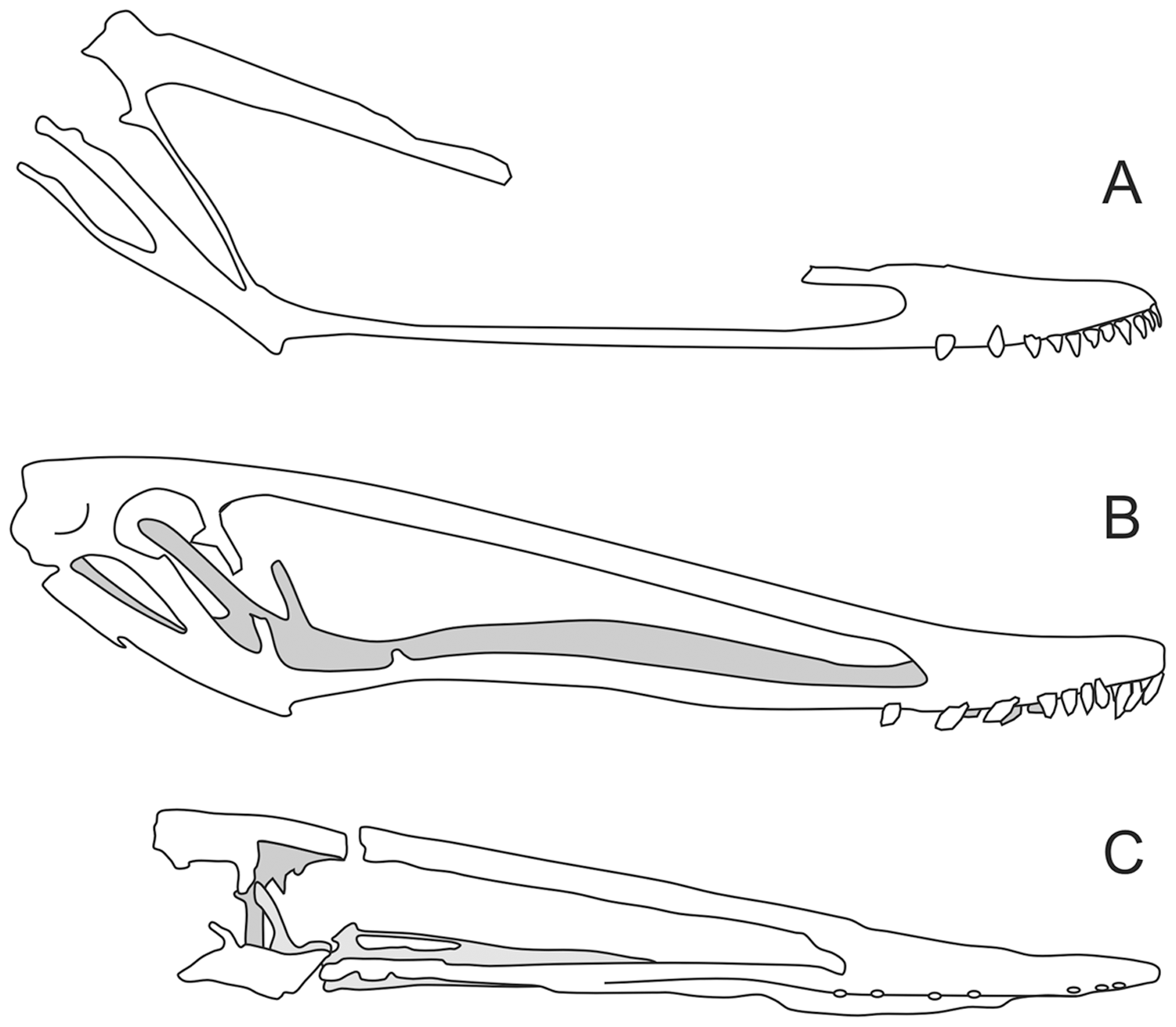
Cráneos de istiodactílidos: C corresponde a Nurhachius

El holotipo del género es IVPP V-13288, un cráneo parcial y esqueleto. El cráneo es alargado con una longitud preservada de 315 milímetros y una longitud total estimada de cerca de 330 milímetros. La fenestra nasoanteorbital, la gran abertura craneal, es relativamente larga y ocupa el 58% de la longitud craneal. La mandíbula inferior mide 291 milímetros de largo. El cráneo es similar al de Istiodactylus, el cual vivió al mismo tiempo en lo que ahora es Inglaterra, especialmente en los dientes que están comprimidos de lado a lado y en la larga fenestra. Aun así, difiere de Istiodactylus en varios detalles, incluyendo un cráneo significativamente más bajo, el yugal es distinto y tiene una leve curva en el borde superior de la mandíbula inferior. Los dientes son curvados en la parte posterior, tienen tres raíces y son robustos. Estos están limitados a los extremos anteriores de las mandíbulas; hay 28 dientes en la mandíbula superior y 26 en la inferior para un total de 54. Muchos elementos del esqueleto postcraneal son conocidos, con la excepción de algunas vértebras cervicales, las costillas, la cola y las dos falanges más extremas del dedo alar. Su envergadura se ha estimado en 2.4 a 2.5 metros.
Los descriptores señalaron que tenía varias similitudes con el grupo Pteranodontoidea (aquí usado en el sentido del clado de Pteranodon + Istiodactylus + Anhangueridae) y una de ellas es la cresta combada deltopectoral del húmero, única del clado Istiodactylus + Anhangueridae. Un análisis cladístico hecho por Wang muestra que Nurhachius es un miembro de la familia Istiodactylidae dentro del grupo mayor Dsungaripteroidea sensu Kellner.
Su posición como pariente cercano de Istiodactylus fue apoyada por un análisis de una publicación hecha por Lü Junchang. En 2008 Lü sugirió que Nurhachius era un sinónimo más moderno subjetivo de Liaoxipterus.